# Астрагал солодколистоподібний
Астрага́л солодколистоподібний, астрагал солодколистовидний (Astragalus glycyphylloides) — вид трав'янистих рослин з родини бобових (Fabaceae), поширений на півдні й південному сході Європи, в західній Азії.

## Опис
Міцна трав'яниста багаторічна рослина. Стебла від розпростертих до висхідних, 60–80(200) см завдовжки. Нижні листки 12–20 см; листочки 25–45 мм, еліптичні, зверху голі, знизу волохаті. Квітки в щільних циліндричних 12–25-квіткових китицях. Чашечка 5–7 мм, вкрита чорнуватими волосками. Віночок блідо-жовтий, жовтий або червонуватий, зазвичай 17–20 мм. Боби майже прямі, 15–22 мм завдовжки.

## Поширення
Поширений на півдні й південному сході Європи (Балканський п-ів, Україна, Північний Кавказ), в Західній Азії (Туреччина, північний Іран, Вірменія, Азербайджан, Грузія).
В Україні вид зростає у лісах — у донецькому Лісостепу (Луганська обл.) й Криму, рідко.